# Sisyropa yerburyi
Sisyropa yerburyi là một loài ruồi trong họ Tachinidae.